# Il sole dell'avvenire
Il sole dell'avvenire è un romanzo di Valerio Evangelisti, pubblicato nel 2013 da Mondadori Editore. Racconta le vicende di alcune famiglie di braccianti e contadini romagnoli, dall'epoca post-risorgimentale alle soglie del 1900.

## Trama
Il romanzo si divide in tre parti che recano nel titolo il nome di uno dei tre protagonisti: Attilio, Rosa, Canzio.

### Attilio

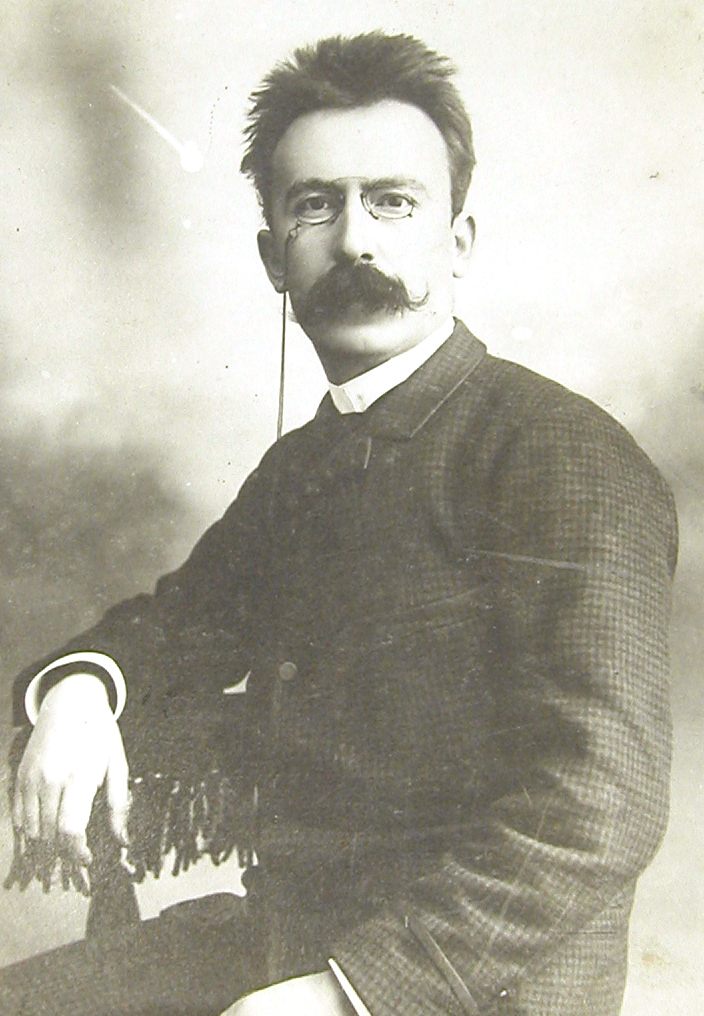
Andrea Costa deputato del Partito Socialista Italiano

Nello scenario dell'Italia post-risorgimentale Attilio Verardi, trentenne ravennate ex-garibaldino, prova a far fronte agli innumerevoli disagi che affliggono tutti i membri della classe proletaria, primo fra tutti la miseria del precariato. Il forno di famiglia è stato venduto per poco a causa dei debiti contratti dal padre, incline a vendere a credito alle famiglie in difficoltà ed incapace di reggere l'urto della tassa sul macinato. Attilio riesce fra alterne vicende, spesso crude se non tragiche, a costruirsi una famiglia e ad avere due figli, Canzio ed Eleuteria, con Rosa Minguzzi, figlia di mezzadri del Ravennate, repubblicani mazziniani e per questo fieramente avversi agli ideali internazionalisti del neonato Partito Socialista Rivoluzionario di Romagna di Andrea Costa. Attilio, inizialmente scettico, si avvicina progressivamente al Partito, suggestionato dal potente esempio di Amilcare Cipriani, ex garibaldino che aveva combattuto tra i Mille in Sicilia, sull'Aspromonte, nella Comune di Parigi, ed aveva aderito alla Prima Internazionale. Attilio, grazie a Gaetano (Tanino) Zirardini, socialista vicino ad Andrea Costa ed instancabile organizzatore del Partito in Romagna, riesce a sbarcare il lunario, distribuendo copie de Il sole dell'avvenire, l'organo ufficiale del Partito Socialista Rivoluzionario. Attorno al 1880, l'affermarsi del movimento cooperativo sia socialista che anarco-collettivista apre nuove prospettive di partecipazione politica, ma anche di lavoro e reddito, soprattutto nell'Italia centro-settentrionale, per le masse di lavoratori giornalieri e precari come Attilio. Le forze reazionarie del giovane Stato Italiano non tarderanno, però, ad intervenire col pugno di ferro: anche le prospettive di commesse pubbliche per le cooperative di lavoratori incontrano resistenze e boicottaggi da parte della classe padronale e del ceto politico ad essa solidale. In questo clima repressivo in molti, per i propri ideali, si trovano davanti al bivio “vivere lavorando o morire combattendo”, ma la vita di Attilio Verardi viene sconvolta da un evento inaspettato: dopo l'aggravarsi delle condizioni di salute della figlioletta, già fragili, la moglie Rosa, esausta per la miseria e le “scelleratezze” del marito, sotto l'ala protettrice e autoritaria del fratello maggiore Riccardo Minguzzi, che non ha mai gradito il matrimonio della sorella con un uomo senza arte né parte e per giunta internazionalista, abbandona Attilio per tornare in famiglia. Eleuteria, piccolissima, la seguirà, ma non Canzio, affezionato al padre e, seppur ancora piccolo, conscio dei sacrifici a cui quest'ultimo ha dovuto far fronte per il sostentamento della famiglia. Padre e figlio rimarranno ancora poco insieme, perché Attilio, sconvolto dagli accadimenti ed incapace di provvedere a tutti e due per mancanza di lavoro, decide di partire alla volta dei territori malsani dell'Agro Romano, la cui bonifica è stata appaltata da cooperative socialiste, grazie ad un accordo fra liberali democratici, ansiosi di sbarazzarsi di masse di disoccupati potenzialmente pericolose per l'ordine sociale, e Andrea Costa, desideroso di dimostrare la capacità del Partito di intervenire sui problemi concreti del proletariato. Canzio verrà affidato ad un amico del padre, Giovanni Zambelli.

### Rosa

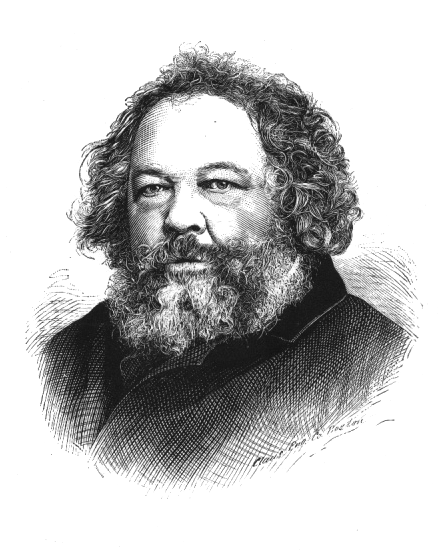
Michail Bakunin

Contemporaneamente Rosa si trova di nuovo catapultata nel mondo dei mezzadri fieramente avverso ai socialisti sul tema della proprietà privata della terra e gestito autoritariamente dai capofamiglia, nella fattispecie da suo fratello Riccardo, il quale con il tacito consenso della sorella riesce attraverso espedienti legali a sottrarre Canzio alla tutela del padre, approfittando dell'assenza di quest'ultimo. Canzio dovrà così abbandonare anche la scuola e soprattutto le lezioni del maestro Romeo Mingozzi, un anarchico seguace del pensiero di Bakunin. Ma il futuro della famiglia Minguzzi non sarà roseo: prima l'escomio, poi le assurde condizioni del nuovo contratto, nel Forlivese, come mezzadri ed in seguito come terziari nel podere detto Ov Binidet. Canzio, divenuto taciturno e rancoroso nei confronti della madre, svolge le funzioni di stalliere nella nuova casa. Rosa partecipa all'economia familiare, lavorando nella filanda di Meldola, dove avrà che fare con i soprusi del padronato sotto forma di multe che scattano per ogni errore nello svolgimento delle mansioni, fino a cancellare l'intero salario. Il fratello Giosuè Minguzzi, lavoratore giornaliero, accostatosi agli ideali socialisti dopo aver lasciato il nucleo famigliare, partirà per un progetto di bonifica in Sardegna. Il lavoro nella filanda e la conoscenza di Romeo Mingozzi, che all'oscuro di Riccardo continua a seguire il ragazzo nei suoi studi, avvicinano Rosa alla dimensione libertaria, ma ella si manterrà comunque scettica nei confronti di queste idee che non capirà mai fino in fondo. Ciò non le impedirà di sperimentare la durezza della lotta per i propri diritti nella filanda, quando insieme ad una compagna, Edvige, organizza una protesta improvvisata contro le multe ed il licenziamento di una operaia. Dopo il successo momentaneo, infatti, Rosa ed Edvige verranno escluse dalle riassunzioni stagionali. La svolta per i Minguzzi arriverà con la modernizzazione: la trasformazione agricola della regione, imposta da una giovane classe dirigente più attenta alle novità della tecnica e ad una gestione scientifica dell'agricoltura, manda sul lastrico intere famiglie contadine con la stipula dei nuovi contratti di terzeria. Dopo l'ennesimo sopruso del padrone, il conte Domenico Guarini, Canzio, ribelle per indole, lo ferisce con la fionda e si dà alla macchia.

### Canzio
Inizia per il giovane, appena adolescente, una lunga odissea per ricongiungersi con il padre, nel frattempo tornato a Ravenna dopo la malattia contratta nell'Agro Romano. La fitta rete di conoscenze nel mondo politico socialista di Attilio e soprattutto l'aiuto di Tanino Zirardini e Remo Mingozzi permettono a Canzio di continuare gli studi per la licenza di quinta elementare e di trovare un modesto lavoro come fattorino all'hotel Byron di Ravenna che gli consentirà di prendersi cura del padre disoccupato ed alcolizzato. La situazione politica Italiana conosce un periodo alquanto caotico: la corruzione della classe dirigente, i vari scandali legati al rapporto tra politici e banche , la crisi economica risultante dalle politiche sui dazi doganali e dal calo delle esportazioni di prodotti agricoli, fanno sì che numerose personalità si susseguano ai vertici dello Stato. Persiste comunque una linea comune, ovvero la persecuzione brutale degli ideali socialisti ed in generale di quelli libertari; ne è un esempio la repressione violenta da parte del governo Crispi dei Fasci Siciliani del 1894. Il Partito Socialista Italiano viene colpito duramente e vive un momento difficile: non lo aiuteranno le iniziali divergenze tra i socialisti scientifici, seguaci di Turati e di estrazione marxista, e i socialisti legati al Partito Socialista Rivoluzionario Italiano,seguaci di Andrea Costa e refrattari ad una scissione col movimento anarchico. Canzio vive un breve periodo di serenità dovuta ad una certa sicurezza economica e all'incontro in un circolo socialista con Luisa Michela Rambaldi (dal nome della celebre comunarda Luisa Michel), detta “Isa”, convinta socialista scientifica, più giovane di lui di un anno. In seguito scopre che la madre Rosa e la sorella Eleuteria insieme alla maggior parte della famiglia Minguzzi si son trovate costrette ad emigrare in Argentina. Intanto il padre, ormai disilluso dalla durezza della vita, si reca in Grecia dove spera di far fortuna, lavorando alla realizzazione di un tratto ferroviario per un consorzio di cooperative promosso da Germanico Piselli, un socialista incline ai compromessi più ardui. Purtroppo l'impresa non sarà coronata dal successo anche per l'ostilità della popolazione locale. Canzio, ormai solo, fatta eccezione per Isa con la quale costruisce un solido rapporto che via via si trasformerà in amore, perde il lavoro dopo un “incidente” all'hotel: fingendo di inciampare, rovescia una zuppiera di minestra bollente addosso ad uno dei convitati di un banchetto di maggiorenti della città, Emanuele Gnudi, vendicando così la violenza che costui aveva tentato contro sua madre anni addietro. Dopo cinquanta giorni scontati in carcere, Canzio viene a sapere dell'imminente sfratto del padre dalla casa e, senza un soldo, si reca a Bologna per un nuovo lavoro di fattorino al ”Milano” di proprietà dell'albergatore socialista Teobaldo Buggini. Isa lo raggiunge ed insieme condividono le restrizioni di libertà di Canzio imposte dall'ammonizione, una misura riservata ai sospettati di eversione. Nel frattempo partecipano alla nascita del nuovo Partito Socialista dei Lavoratori Italiani nel 1893 per iniziativa di Filippo Turati ed assistono alla messa al bando di quest'ultimo dopo l'ennesima ondata repressiva del nuovo governo Crispi che colpisce anche Tanino Zirardini. Il ritorno della madre dall'Argentina costringe, però, Canzio a venir meno agli obblighi dell'ammonizione che proibiscono spostamenti. Seguirà un nuovo arresto che lo vedrà in cella con i massimi esponenti socialisti, rinchiusi a causa delle nuove leggi repressive crispine. Dopo la detenzione si ricongiungerà con i propri cari: la madre, aiutata anche da Isa, ha tirato su nel frattempo un negozio di sartoria; il giovane ormai ventenne trova occupazione come stalliere ed in seguito come fattore e meccanico nella tenuta del possidente socialista Luigi Scudellari, conosciuto in precedenza, presso Villanova di Bagnacavallo. Andrea Costa è stato rieletto in Parlamento e lotta contro la repressione crispina ai danni di socialisti ed anarchici e le imprese coloniali nel Corno d'Africa. Nel 1895 un congresso clandestino ridà vita al Partito Socialista Italiano. Nel 1896 la disfatta di Adua costringe Crispi alle dimissioni. Gli subentra il marchese Di Rudinì. Canzio, grazie a Tanino Zirardini, appena scarcerato, e a Luigi Scudellari, incontra il generale Ricciotti Garibaldi, figlio dell'Eroe dei due mondi, con il quale si imbarca volontario per la Grecia (come molti socialisti), nonostante la gravidanza di Isa e la sicurezza di un buon lavoro, nella speranza di ritrovare suo padre del quale da tempo si sono perse le tracce. In Grecia Canzio troverà Attilio in condizioni pessime: povero, denutrito, affetto da perdita della memoria dopo la somministrazione di un medicinale atto a curare una malattia contratta durante la costruzione della ferrovia. Attilio muore di stenti in Grecia, mentre infuria la battaglia di Domokòs del 17 maggio 1897 (alla quale partecipa anche Canzio), dove cadono molti garibaldini, sacrificandosi per coprire la ritirata all'esercito greco in fuga davanti alle truppe ottomane: uno fra i tanti il deputato repubblicano Antonio Fratti.Tornato in Italia e ripreso il lavoro, padre di un maschietto di nome Spartaco Tito Vezio Verardi, Canzio assiste ai duri colpi inferti al neonato PSI, alle repressioni continue delle manifestazioni popolari al grido di “Pane! Pane! Pane! Pane!”. A Milano il generale Bava Beccaris prenderà a cannonate i manifestanti, con il consenso del primo ministro Di Rudinì e del re Umberto I (il Re Mitraglia), lasciando sul selciato ottanta morti e circa cinquecento feriti. Proprio durante una di queste manifestazioni morirà in circostanze del tutto accidentali, a causa di un proiettile vagante sparato dai gendarmi, la madre Rosa. Dopo i funerali, un Canzio distrutto prefigurerà le sorti di un'Italia alle porte del 1900.

## Edizioni
- Valerio Evangelisti, Il sole dell'avvenire, Mondadori, 2013,  p. 570, ISBN 978-88-04-63112-5.